# Rapala paradoxa
Rapala paradoxa är en fjärilsart som beskrevs av Riley 1945. Rapala paradoxa ingår i släktet Rapala och familjen juvelvingar. Inga underarter finns listade.